# شهرستان کرول (آیووا)
شهرستان کرول، آیووا (به انگلیسی: Carroll County, Iowa) شهرستانی در ایالات متحده آمریکا است که در آیووا واقع شده‌است.